# Mistrzostwa Świata w Kolarstwie Torowym 1953
50. Mistrzostwa Świata w Kolarstwie Torowym odbyły się w dniach 21–26 sierpnia 1953 w szwajcarskim Zurychu. Rozegrano pięć konkurencji: sprint zawodowców i amatorów, wyścig na dochodzenie zawodowców i amatorów oraz wyścig ze startu zatrzymanego zawodowców.

## Medaliści

### Mężczyźni
| Konkurencja                                   | Złoto              | Srebro             | Brąz               |
| --------------------------------------------- | ------------------ | ------------------ | ------------------ |
| Sprint indywidualny amatorów                  | Marino Morettini   | Cesare Pinarello   | Werner Potzernheim |
| Wyścig indywidualny na dochodzenie amatorów   | Guido Messina      | Loris Campana      | Daan de Groot      |
| Sprint indywidualny zawodowców                | Arie van Vliet     | Enzo Sacchi        | Reg Harris         |
| Wyścig indywidualny na dochodzenie zawodowców | Sidney Patterson   | Kay Werner Nielsen | Antonio Bevilacqua |
| Wyścig ze startu zatrzymanego zawodowców      | Adolph Verschueren | Roger Queugnet     | Henri Lemoine      |

## Klasyfikacja medalowa
| Miejsce | Państwo         |   |   |   | Razem |
| ------- | --------------- | - | - | - | ----- |
| 1.      | Włochy          | 2 | 3 | 1 | 6     |
| 2.      | Holandia        | 1 | 0 | 1 | 2     |
| 3.      | Australia       | 1 | 0 | 0 | 1     |
|         | Belgia          | 1 | 0 | 0 | 1     |
| 5.      | Francja         | 0 | 1 | 1 | 2     |
| 6.      | Dania           | 0 | 1 | 0 | 1     |
| 7.      | RFN             | 0 | 0 | 1 | 1     |
|         | Wielka Brytania | 0 | 0 | 1 | 1     |